# Jakob Lindau

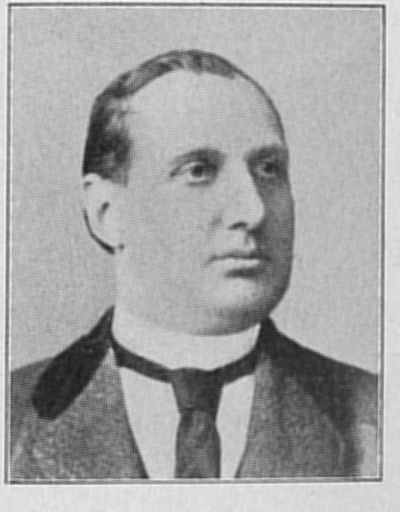
Jakob Lindau

Jakob Lindau (* 10. Mai 1833 in Heidelberg; † 15. August 1898 ebenda) war Reichstagsabgeordneter und Katholikenführer in Baden.

## Leben
Lindau entstammte einer katholischen Familie. Den Wunsch, ein Ingenieurstudium zu beginnen, musste er fallen lassen, um in Heidelberg eine kaufmännische Ausbildung zu absolvieren. Im Jahre 1854 trat er in die Firma seines Vaters ein, die er nach dessen Tod 1859 übernahm.
Mit Dr. Leopold Fischer und Philibert Graf von Graimberg versuchte er, den katholischen Glauben und dessen Einfluss zu stärken. In diesen Bemühungen kam es zur Gründung des Pfälzer Boten, der ersten katholischen Zeitung Badens und der Katholischen Volkspartei (1865), einer Vorläuferin der Zentrumspartei in Baden. Außerdem gehörte Lindau 1865 zu den Initiatoren der sogenannten Wandernden Kasinos in Baden und fungierte als Anführer einer solchen Katholikenkundgebung, die am 23. Februar des Jahres in Mannheim organisierten Gewalttätigkeiten zum Opfer fiel, was unter der Bezeichnung Mannheimer Kasinosturm in die Lokalgeschichte einging. Von 1867 bis 1870 besaß Lindau ein Mandat in der Zweiten Kammer der Badischen Ständeversammlung für den Wahlbezirk A41 (Wertheim) und von 1875 bis 1876 für den Wahlbezirk 40 (Tauberbischofsheim). Von 1868 bis 1870 gehörte er als Abgeordneter des Wahlkreises Baden 8 (Rastatt, Bühl, Baden-Baden) dem Zollparlament an.
1871/72 unterstützte Jakob Lindau die Gründung der katholischen Studentenverbindung KStV Palatia Heidelberg im KV und wurde 1873 auch Mitglied dieser Verbindung.
Aufgrund seines starken politischen Engagements wurde er zweimal verurteilt. Er erhielt u. a. eine viermonatige Haftstrafe.
1871 war Lindau Mitglied des Reichstages. Bereits am 14. April 1871 legte er sein Mandat nieder. 1890 zog er sich aufgrund einer schweren Erkrankung ins Privatleben zurück.
Seine Leistungen für die Katholische Kirche sind von Papst Pius IX. mit der Verleihung des Piusordens gewürdigt worden.